# Sant Joan Baptista de la Bastida d'Oleta
Sant Joan Baptista de la Bastida d'Oleta fou la capella del castell de la Bastida d'Oleta, del terme comunal d'Oleta i Èvol, a la comarca del Conflent, de la Catalunya del Nord.
Estava situada en el castell de la Bastida d'Oleta. És del tot desapareguda.